# Liacarus tubifer
Liacarus tubifer är en kvalsterart som beskrevs av Djaparidze och Melamud 1990. Liacarus tubifer ingår i släktet Liacarus och familjen Liacaridae. Inga underarter finns listade i Catalogue of Life.